# Doris Weilharter
Doris Weilharter (* 24. März 1952) ist eine ehemalige österreichische Mittel- und Langstreckenläuferin.
Bei den Leichtathletik-Halleneuropameisterschaften 1983 in Budapest wurde sie Siebte über 3000 m, und bei den Berglauf-Weltmeisterschaften 1985 kam sie auf den 16. Platz.
Je fünfmal wurde sie österreichische Meisterin über 1500 m (1973, 1977, 1981–1983) und 3000 m (1974, 1976, 1979, 1981, 1982) und je einmal über 800 m (1982) und im Crosslauf (1981). In der Halle holte sie zweimal den nationalen Titel über 1500 m (1982, 1983) und je einmal über 800 m (1982) und 3000 m (1984).

## Persönliche Bestzeiten
- 800 m: 2:06,09 min, 1. August 1981, Ebensee
  - Halle: 2:08,68 min, 27. Februar 1982, Wien
- 1000 m (Halle): 2:48,07 min, 31. Januar 1982, Wien
- 1500 m: 4:12,94 min, 25. Juli 1981, Budapest
  - Halle: 4:22,22 min, 11. Februar 1982, Wien
- 3000 m: 9:20,36 min, 25. August 1982,	Koblenz
  - Halle: 9:17,53 min, 20. Februar 1983, Budapest